# 沙戈纳尔
沙戈纳尔（俄语：Шагонар）是俄罗斯图瓦共和国的一个镇及烏盧格赫姆區的行政中心。位于叶尼塞河左岸，克孜勒以西124公里处。人口11,182人（2020年）。

## 历史
建立于1888年，于1945年获得镇地位。20世纪70年代，由于萨彦-舒申斯克水电站的建设，该镇在距原位置的7公里处重建。